# Смак мінералів
Смак мінералів (англ. taste of minerals, нім. Deschmack m der Mineralen) — смакові враження, які справляють мінерали. 

## Приклади смакових якостей окремих мінералів
Є мінерали :
- солоні (галіт),
- гіркі (епсоміт),
- терпкі (галун),
- пекучі (сильвін).